# La Celestina

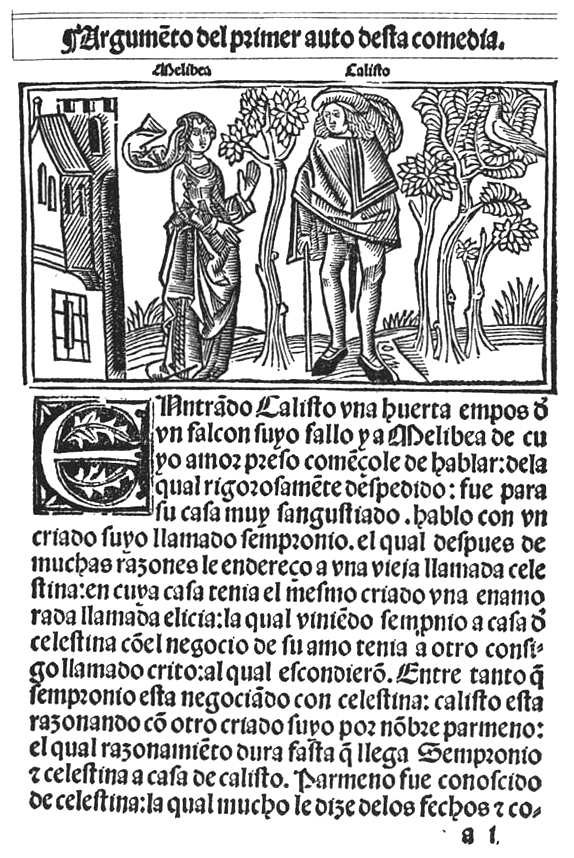
La Celestina, uma de las obras capitais da literatura espanhola. Primera edição da Comedia de Calisto y Melibea, impresso por Fadrique Alemán de Basilea em Burgos en 1499, fol. 1r.

La Celestina é, desde o século XVI, a obra titulada primeiramente como Comedia de Calisto y Melibea e depois Tragicomedia de Calisto e Melibea, atribuída quase em sua totalidade ao bacharel Fernando de Rojas. É uma obra de transição entre a Idade Média e o Renascimento escrita durante o reinado dos reis católicos e cuja primeira edição conhecida data de 1499. Constitui uma das bases sobre as quais se alicerçou o nascimento do romance e do teatro moderno.
Existem duas versões da obra: a Comédia (1499, 16 atos)  e a Tragicomédia (1502, 21 atos). A crítica tradicional tem debatido em profusão o gênero de La Celestina, hesitando se a classifica como obra dramática ou como novela. A crítica atual concorda em assinalar seu caráter de obra hibrida e sua concepção como diálogo puro, talvez para ser recitado por um só leitor impostando as vozes dos diferentes personagens diante de um auditório pouco numeroso. Suas realizações estéticas e artísticas, a caracterização psicológica dos personagens  - especialmente a terceira, Celestina, cujo antecedente original se encontra em Ovídio - , a novidade artística com respeito a comédia humanística, na qual parece inspirar-se. A falta de predecessores e continuadores a sua altura na literatura ocidental, tem feito de La Celestina uma das obras de apogeu da literatura espanhola e universal.

## Edições
A primeira questão no estudo desta obra capital é o grande número de edições existentes em seus primeiros anos. É preciso considerar o fato de tratar-se de uma obra que se amplia de 16 para 21 atos, e na qual em sua bibliografia consultada encontramos diferentes teorias, que apontam algumas edições anteriores e posteriores como sua data oficial. Existem duas versões principais da obra, a que chamamos Comédia, e que conta com 16 atos, e a que chamamos Tragicomedia e que conta com 21.

## Fimografia
- La Celestina (1969), dirigido por César Fernández Ardavín.
- La Celestina (1996), dirigido por Gerardo Vera.

## Bibliografía
- Arellano, Ignacio (ed.); Usunáriz, Jesús M. (ed.). El mundo social y cultural de La Celestina.  Madrid/Frankfurt: Iberoamericana-Vervuert, 2003.  273-94.
- Deyermond, Alan: Historia de la literatura española I. Ariel. Barcelona, 1979.
- Canet, José Luis: La filosofía moral y La Celestina. Insula. Revista de Ciencias y Letras, 1999 SEPT; (633)
- Gilman, Stephen: La Celestina: arte y estructura. Taurus. Madrid, 1974.
- Gilman, Stephen: Diálogo y estilo en La Celestina. Nueva Revista de Filología Hispánica. VII (1953), 461‑469.
- Gilman, Stephen: La España de Fernando de Rojas. Taurus, Madrid, 1978.
- Lida de Malkiel, María Rosa: La originalidad artística de La Celestina. Eudeba. Buenos Aires, 1962.
- Rico, Francisco: Historia y crítica de la literatura española. Edad Media I. Crítica. Barcelona, 1979.
- Sánchez, Ángel.  «Mercantilismo, sociedad y algunos personajes de Celestina».  Torre de Papel 4.3 (1994): 59-71.
- Snow, Joseph T.  Fernando de Rojas, ¿autor de ‘Celestina’?. Letras 40-41 (1999-2000): 152-57.